# Reflexiones de La Rábida
Reflexiones de La Rábida. Política y ciencia social ante la realidad latinoamericana es un ensayo del político y académico venezolano Rafael Caldera, publicado en España por la «Biblioteca Breve» de la editorial Seix Barral en septiembre de 1976. Escrito en 1975 en Madrid, luego de la participación del autor en un foro de la Universidad Iberoamericana en el Monasterio de La Rábida, Caldera conjuga en el análisis su faceta de sociólogo, con su pensamiento y práctica política. Es así como en el texto recurre a una idea transversal en su vida y obra, la de querer «hacer converger el derecho, la política y la vida social».
Es importante considerar que este libro aparece publicado a dos años de la finalización del primer periodo presidencial de Caldera (1969-1974). El libro fue presentado en Caracas el 15 de abril de 1977, con palabras del diputado José Rodríguez Iturbe.

## Argumento
Compuesto por cinco capítulos, la obra se presenta como un estudio sobre el rol de la política y las ciencias sociales, en tanto teoría y práctica, frente a la realidad de América Latina. Igualmente, esquematiza lo que considera los principales renglones para entender esta realidad: la familia, clases sociales, la marginalidad, los militares, el Estado, la cultura y la dependencia con otros países. Caldera medita sobre el concepto de nación y la posible crisis del Estado nacional. Igualmente, sobre la utilización de los términos América Latina y Suramérica como sinónimos, ante la apropiación del vocablo «americano» por parte de los Estados Unidos. 
En la introducción al libro, luego de disertar sobre la importancia del Monasterio de La Rábida en las expediciones colombinas y hacer un panorama de los temas tratados en el foro iberoamericano, finaliza Caldera:

Brotan las reflexiones caudalosamente. ¿Por qué no recogerlas para ofrecerlas a un más extenso análisis? Sería aventurado lanzarse de nuevo en una frágil nao, pero la suerte de Colón incita. Brilla en la tarde el sol desde el occidente subtropical. Nos llama el destino de nuestros pueblos. Intentemos el viaje.